# Таразевич, Георгий Станиславович
Гео́ргий Станисла́вович Таразе́вич (бел. Георгій Станіслававіч Таразевіч; 17 июля 1937 года, с. Слобода Виленского воеводства Польской Республики, ныне — Мядельский район Минской области Республики Беларусь, — 21 марта 2003 года, г. Минск, Республика Беларусь) — белорусский и советский политик, Председатель Президиума Верховного Совета БССР в 1985—1989 годах.

## Биография
В 1959 году окончил Львовский политехнический институт по специальности «инженер-геодезист», в 1969 году получил учёную степень кандидата технических наук. Работал по специальности, после вступления в КПСС в 1967 году последовательно работал и руководил районным комитетом КПБ Советского района, Минским горисполкомом и городским комитетом КПБ Минска.
С 29 ноября 1985 года по 28 июля 1989 года — Председатель Президиума Верховного Совета Белорусской ССР, одновременно с 18 июня 1986 года по 25 мая 1989 года — заместитель Председателя Президиума Верховного Совета СССР. В 1987 году окончил Академию общественных наук при ЦК КПСС (теперь Российская академия государственной службы). В 1989—91 гг. — председатель Комиссии по национальной политике и межнациональным отношениям Совета Национальностей Верховного Совета СССР. Был доверенным лицом М.С. Горбачёва в «горячих точках», участвовал в разрешении этнических конфликтов. В частности, он участвовал в попытках решения проблем турок-месхетинцев. Также участвовал в деятельности по разрешению национальных проблем в Грузии (был председателем комиссии Президиума Верховного Совета СССР по тбилисским событиям, выводы которой были отвергнуты I-м Съездом народных депутатов СССР ввиду очевидной предвзятости и необъективности), Нагорном Карабахе, Приднестровье и Литве.
Член ЦК КПСС (1986—1990).
Работал заместителем министра иностранных дел Республики Беларусь, послом в Польше (1994—3 июня 1995). Перед референдумом 1995 публично назвал Лукашенко дураком и был отправлен в отставку. С середины 90-х — член ЦК оппозиционной Белорусской социал-демократической партии «Народная грамада».
Скончался 21 марта 2003 года в Минске; на похоронах ему не были оказаны государственные почести.
Из выступлений Георгия Таразевича в печати:

Я привык говорить людям правду, то, что думаю. Из-за этого имел в жизни немало неприятностей. И с последней моей должности посла Беларуси в Польше освободили «в связи с переходом на другую работу» . Только вот какая эта работа, даже сам не знаю и по сей день… С одной стороны, оказываться в такой ситуации нежелательно, а с другой — совесть перед людьми чиста, что на мой взгляд, важнее ….